# فلوئوکورتولون
فلوئوکورتولون (به انگلیسی: Fluocortolone) نوعی پماد است.

## موارد استعمال
از موارد استعمال آن عبارتند از درماتیت و اگزما در اثر تماس، اگزمای معمولی، سوپرانفکته مرطوب، درمواپی درماتیت، خیز مخاط بینی، انسداد احتقانی در سرماخوردگی، رینیت، تسکین هیپرمی آماسی.